# Jorge Fucile
Jorge Ciro Fucile Perdomo (Montevideo, 19 novembre 1984) è un ex calciatore uruguaiano di origini italiane, di ruolo difensore.

## Carriera

### Club
Fucile inizia la sua carriera con il Liverpool Montevideo. Il 31 agosto 2006, si trasferisce per un anno in prestito al Porto, totalizzando 18 apparizioni nella sua prima stagione in terra lusitana. Alla fine della stagione, dopo aver vinto il campionato, il Porto perfeziona il suo acquisto a titolo definitivo, facendogli siglare un contratto di cinque anni.
Il 17 gennaio 2012, durante il mercato invernale, passa in prestito ai brasiliani del Santos, per poi tornare a fine stagione al Porto.
Alla fine del dicembre 2013, non venendo impiegato dal proprio allenatore Paulo Fonseca, si accorda con il Nacional per far torno in Uruguay e disputare il Clausura 2014, ma l'affare salta per poi concretizzarsi nel luglio 2014. Dopo altre quattro stagioni con il Nacional, a luglio 2019 lascia il club di Montevideo in procinto di trasferirsi al Plaza Colonia, squadra di Colonia del Sacramento, ma anche questa volta il trasferimento non va a buon fine; così il 34enne uruguaiano fa il suo ritorno in Europa e il 4 luglio 2019 si unisce all'FC Cartagena, squadra spagnola di Segunda División B allenata dal suo connazionale Gustavo Munúa, con la quale rescinde il contratto il 22 dicembre 2019, rimanendo svincolato. È tornato in patria il 29 ottobre 2020 dopo 11 mesi d'inattività, firmando un contratto a breve termine con il club della Segunda Division Uruguayana Juventud de Las Piedras. Il 4 febbraio 2020, annuncia il ritiro dal calcio giocato.

## Nazionale
Fucile fa il suo debutto nella selezione uruguayana il 24 maggio 2006, nell'amichevola vinta per 2-0 contro la Romania a Los Angeles. Totalizza quattro presenze nella Copa América 2007, e conquista con l'Uruguay il quarto posto finale.
Fucile è stato selezionato per i Mondiali del 2010 in Sudafrica, raggiungendo insieme alla sua Nazionale le semifinali.
Viene convocato per la Copa América Centenario negli Stati Uniti.

## Statistiche

### Presenze e reti nei club
Statistiche aggiornate al 4 febbraio 2020.
| Stagione            | Squadra             | Campionato          | Campionato | Campionato | Coppe nazionali | Coppe nazionali | Coppe nazionali | Coppe continentali | Coppe continentali | Coppe continentali | Altre coppe | Altre coppe | Altre coppe | Totale | Totale |
| Stagione            | Squadra             | Comp                | Pres       | Reti       | Comp            | Pres            | Reti            | Comp               | Pres               | Reti               | Comp        | Pres        | Reti        | Pres   | Reti   |
| ------------------- | ------------------- | ------------------- | ---------- | ---------- | --------------- | --------------- | --------------- | ------------------ | ------------------ | ------------------ | ----------- | ----------- | ----------- | ------ | ------ |
| 2003                | Liverpool M.        | PD                  | 5          | 0          | -               | -               | -               | -                  | -                  | -                  | -           | -           | -           | 5      | 0      |
| 2004                | Liverpool M.        | PD                  | 6          | 0          | -               | -               | -               | -                  | -                  | -                  | -           | -           | -           | 6      | 0      |
| 2005-2006           | Liverpool M.        | PD                  | 18         | 2          | -               | -               | -               | -                  | -                  | -                  | -           | -           | -           | 18     | 2      |
| ago. 2006           | Liverpool M.        | PD                  | 1          | 0          | -               | -               | -               | -                  | -                  | -                  | -           | -           | -           | 1      | 0      |
| Totale Liverpool M. | Totale Liverpool M. | Totale Liverpool M. | 30         | 2          |                 | -               | -               |                    | -                  | -                  |             | -           | -           | 30     | 2      |
| ago. 2006-2007      | Porto               | PL                  | 18         | 1          | CP              | 1               | 0               | UCL                | 6                  | 0                  | SP          | -           | -           | 25     | 1      |
| 2007-2008           | Porto               | PL                  | 21         | 0          | CP+CdL          | 4+1             | 0               | UCL                | 7                  | 0                  | SP          | 1           | 0           | 34     | 0      |
| 2008-2009           | Porto               | PL                  | 17         | 0          | CP+CdL          | 4+0             | 0               | UCL                | 2                  | 0                  | SP          | 0           | 0           | 23     | 0      |
| 2009-2010           | Porto               | PL                  | 21         | 0          | CP+CdL          | 5+2             | 0               | UCL                | 6                  | 0                  | SP          | 1           | 0           | 35     | 0      |
| 2010-2011           | Porto               | PL                  | 16         | 0          | CP+CdL          | 0+3             | 0               | UEL                | 10                 | 0                  | SP          | 0           | 0           | 29     | 0      |
| 2011-gen. 2012      | Porto               | PL                  | 7          | 0          | CP+CdL          | 0               | 0               | UCL                | 3                  | 0                  | SP+SU       | 1+1         | 0           | 12     | 0      |
| 2012                | Santos              | A1/SP+A             | 9+0        | 0          | -               | -               | -               | CL                 | 5                  | 1                  | RSA         | 0           | 0           | 14     | 1      |
| gen.-giu. 2013      | Porto               | PL                  | -          | -          | CP+CdL          | -               | -               | UCL                | -                  | -                  | SP          | -           | -           | -      | -      |
| 2013-2014           | Porto               | PL                  | 1          | 0          | CP+CdL          | 0               | 0               | UCL                | 0                  | 0                  | SP          | 1           | 0           | 2      | 0      |
| Totale Porto        | Totale Porto        | Totale Porto        | 101        | 1          |                 | 20              | 0               |                    | 34                 | 0                  |             | 5           | 0           | 161    | 1      |
| 2014-2015           | Nacional            | PD                  | 7          | 0          | -               | -               | -               | CL+CS              | 0+3                | 0                  | -           | -           | -           | 10     | 0      |
| 2015-2016           | Nacional            | PD                  | 21         | 0          | -               | -               | -               | CL                 | 8                  | 0                  | -           | -           | -           | 29     | 0      |
| 2016                | Nacional            | PD                  | 9          | 0          | -               | -               | -               | -                  | -                  | -                  | -           | -           | -           | 9      | 0      |
| 2017                | Nacional            | PD                  | 23+1       | 0          | -               | -               | -               | CL                 | 7                  | 0                  | -           | -           | -           | 31     | 0      |
| 2018                | Nacional            | PD                  | 15         | 0          | -               | -               | -               | CL+CS              | 9+6                | 0                  | SU          | 0           | 0           | 30     | 0      |
| Totale Nacional     | Totale Nacional     | Totale Nacional     | 75+1       | 0          |                 | -               | -               |                    | 33                 | 0                  |             | 0           | 0           | 109    | 0      |
| 2019-dic. 2019      | FC Cartagena        | SD                  | 11         | 0          | CR              | 0               | 0               | -                  | -                  | -                  | -           | -           | -           | 11     | 0      |
| Totale carriera     | Totale carriera     | Totale carriera     | 227        | 3          |                 | 20              | 0               |                    | 52                 | 1                  |             | 5           | 0           | 304    | 4      |

### Cronologia presenze e reti in nazionale
| Cronologia completa delle presenze e delle reti in nazionale ― Uruguay | Cronologia completa delle presenze e delle reti in nazionale ― Uruguay | Cronologia completa delle presenze e delle reti in nazionale ― Uruguay | Cronologia completa delle presenze e delle reti in nazionale ― Uruguay | Cronologia completa delle presenze e delle reti in nazionale ― Uruguay | Cronologia completa delle presenze e delle reti in nazionale ― Uruguay | Cronologia completa delle presenze e delle reti in nazionale ― Uruguay | Cronologia completa delle presenze e delle reti in nazionale ― Uruguay |
| Data                                                                   | Città                                                                  | In casa                                                                | Risultato                                                              | Ospiti                                                                 | Competizione                                                           | Reti                                                                   | Note                                                                   |
| ---------------------------------------------------------------------- | ---------------------------------------------------------------------- | ---------------------------------------------------------------------- | ---------------------------------------------------------------------- | ---------------------------------------------------------------------- | ---------------------------------------------------------------------- | ---------------------------------------------------------------------- | ---------------------------------------------------------------------- |
| 23-5-2006                                                              | Los Angeles                                                            | Uruguay                                                                | 2 – 0                                                                  | Romania                                                                | Amichevole                                                             | -                                                                      |                                                                        |
| 30-5-2006                                                              | Tunisi                                                                 | Libia                                                                  | 1 – 2                                                                  | Uruguay                                                                | Amichevole                                                             | -                                                                      | 72’                                                                    |
| 7-2-2007                                                               | Cúcuta                                                                 | Colombia                                                               | 1 – 3                                                                  | Uruguay                                                                | Amichevole                                                             | -                                                                      | 77’                                                                    |
| 24-3-2007                                                              | Seul                                                                   | Corea del Sud                                                          | 0 – 2                                                                  | Uruguay                                                                | Amichevole                                                             | -                                                                      | 73’                                                                    |
| 2-6-2007                                                               | Sydney                                                                 | Australia                                                              | 1 – 2                                                                  | Uruguay                                                                | Amichevole                                                             | -                                                                      | 26’                                                                    |
| 3-7-2007                                                               | Mérida                                                                 | Venezuela                                                              | 0 – 0                                                                  | Uruguay                                                                | Coppa America 2007 - 1º turno                                          | -                                                                      | 54’                                                                    |
| 7-7-2007                                                               | San Cristóbal                                                          | Venezuela                                                              | 1 – 4                                                                  | Uruguay                                                                | Coppa America 2007 - Quarti di finale                                  | -                                                                      |                                                                        |
| 10-7-2007                                                              | Maracaibo                                                              | Uruguay                                                                | 2 – 2 dts (4 – 5 dtr)                                                  | Brasile                                                                | Coppa America 2007 - Semifinale                                        | -                                                                      |                                                                        |
| 14-7-2007                                                              | Caracas                                                                | Uruguay                                                                | 1 – 3                                                                  | Messico                                                                | Coppa America 2007 - Finale 3º posto                                   | -                                                                      |                                                                        |
| 12-9-2007                                                              | Johannesburg                                                           | Sudafrica                                                              | 0 – 0                                                                  | Uruguay                                                                | Amichevole                                                             | -                                                                      | 76’ 84’                                                                |
| 13-10-2007                                                             | Montevideo                                                             | Uruguay                                                                | 5 – 0                                                                  | Bolivia                                                                | Qual. Mondiali 2010                                                    | -                                                                      |                                                                        |
| 17-10-2007                                                             | Asunción                                                               | Paraguay                                                               | 1 – 0                                                                  | Uruguay                                                                | Qual. Mondiali 2010                                                    | -                                                                      |                                                                        |
| 18-11-2007                                                             | Montevideo                                                             | Uruguay                                                                | 2 – 2                                                                  | Cile                                                                   | Qual. Mondiali 2010                                                    | -                                                                      |                                                                        |
| 21-11-2007                                                             | San Paolo                                                              | Brasile                                                                | 2 – 1                                                                  | Uruguay                                                                | Qual. Mondiali 2010                                                    | -                                                                      | 27’                                                                    |
| 6-2-2008                                                               | Montevideo                                                             | Uruguay                                                                | 2 – 2                                                                  | Colombia                                                               | Amichevole                                                             | -                                                                      |                                                                        |
| 20-8-2008                                                              | Sapporo                                                                | Giappone                                                               | 1 – 3                                                                  | Uruguay                                                                | Amichevole                                                             | -                                                                      |                                                                        |
| 6-9-2008                                                               | Bogotà                                                                 | Colombia                                                               | 0 – 1                                                                  | Uruguay                                                                | Qual. Mondiali 2010                                                    | -                                                                      | 26’                                                                    |
| 11-10-2008                                                             | Buenos Aires                                                           | Argentina                                                              | 2 – 1                                                                  | Uruguay                                                                | Qual. Mondiali 2010                                                    | -                                                                      | 23’                                                                    |
| 11-2-2009                                                              | Tripoli                                                                | Libia                                                                  | 2 – 3                                                                  | Uruguay                                                                | Amichevole                                                             | -                                                                      | 83’                                                                    |
| 10-6-2009                                                              | Puerto Ordaz                                                           | Venezuela                                                              | 2 – 2                                                                  | Uruguay                                                                | Qual. Mondiali 2010                                                    | -                                                                      |                                                                        |
| 12-8-2009                                                              | Algeri                                                                 | Algeria                                                                | 1 – 0                                                                  | Uruguay                                                                | Amichevole                                                             | -                                                                      | 61’                                                                    |
| 5-9-2009                                                               | Lima                                                                   | Perù                                                                   | 1 – 0                                                                  | Uruguay                                                                | Qual. Mondiali 2010                                                    | -                                                                      |                                                                        |
| 10-10-2009                                                             | Quito                                                                  | Ecuador                                                                | 1 – 2                                                                  | Uruguay                                                                | Qual. Mondiali 2010                                                    | -                                                                      | 59’                                                                    |
| 3-3-2010                                                               | San Gallo                                                              | Svizzera                                                               | 1 – 3                                                                  | Uruguay                                                                | Amichevole                                                             | -                                                                      |                                                                        |
| 16-6-2010                                                              | Pretoria                                                               | Sudafrica                                                              | 0 – 3                                                                  | Uruguay                                                                | Mondiali 2010 - 1º turno                                               | -                                                                      | 79’                                                                    |
| 22-6-2010                                                              | Rustenburg                                                             | Messico                                                                | 0 – 1                                                                  | Uruguay                                                                | Mondiali 2010 - 1º turno                                               | -                                                                      | 68’                                                                    |
| 26-6-2010                                                              | Port Elizabeth                                                         | Uruguay                                                                | 2 – 1                                                                  | Corea del Sud                                                          | Mondiali 2010 - Ottavi di finale                                       | -                                                                      |                                                                        |
| 2-7-2010                                                               | Johannesburg                                                           | Uruguay                                                                | 1 – 1 dts (4 – 2 dtr)                                                  | Ghana                                                                  | Mondiali 2010 - Quarti di finale                                       | -                                                                      | 20’                                                                    |
| 10-7-2010                                                              | Port Elizabeth                                                         | Uruguay                                                                | 2 – 3                                                                  | Germania                                                               | Mondiali 2010 - Finale 3º posto                                        | -                                                                      |                                                                        |
| 8-10-2010                                                              | Giacarta                                                               | Indonesia                                                              | 1 – 7                                                                  | Uruguay                                                                | Amichevole                                                             | -                                                                      | 46’                                                                    |
| 12-10-2010                                                             | Wuhan                                                                  | Cina                                                                   | 0 – 4                                                                  | Uruguay                                                                | Amichevole                                                             | -                                                                      | 21’                                                                    |
| 17-11-2010                                                             | Santiago del Cile                                                      | Cile                                                                   | 2 – 0                                                                  | Uruguay                                                                | Amichevole                                                             | -                                                                      |                                                                        |
| 25-3-2011                                                              | Tallinn                                                                | Estonia                                                                | 2 – 0                                                                  | Uruguay                                                                | Amichevole                                                             | -                                                                      | 66’                                                                    |
| 7-10-2011                                                              | Montevideo                                                             | Uruguay                                                                | 4 – 2                                                                  | Bolivia                                                                | Qual. Mondiali 2014                                                    | -                                                                      | 56’                                                                    |
| 29-2-2012                                                              | Bucarest                                                               | Romania                                                                | 1 – 1                                                                  | Uruguay                                                                | Amichevole                                                             | -                                                                      | 46’ 76’                                                                |
| 14-8-2013                                                              | Rifu                                                                   | Giappone                                                               | 2 – 4                                                                  | Uruguay                                                                | Amichevole                                                             | -                                                                      | 78’                                                                    |
| 7-9-2013                                                               | Lima                                                                   | Perù                                                                   | 1 – 2                                                                  | Uruguay                                                                | Qual. Mondiali 2014                                                    | -                                                                      | 81’                                                                    |
| 10-9-2013                                                              | Montevideo                                                             | Uruguay                                                                | 2 – 0                                                                  | Colombia                                                               | Qual. Mondiali 2014                                                    | -                                                                      |                                                                        |
| 11-10-2013                                                             | Quito                                                                  | Ecuador                                                                | 1 – 0                                                                  | Uruguay                                                                | Qual. Mondiali 2014                                                    | -                                                                      |                                                                        |
| 15-10-2013                                                             | Montevideo                                                             | Uruguay                                                                | 3 – 2                                                                  | Argentina                                                              | Qual. Mondiali 2014                                                    | -                                                                      |                                                                        |
| 5-3-2014                                                               | Klagenfurt                                                             | Austria                                                                | 1 – 1                                                                  | Uruguay                                                                | Amichevole                                                             | -                                                                      | 56’                                                                    |
| 4-6-2014                                                               | Montevideo                                                             | Uruguay                                                                | 2 – 0                                                                  | Slovenia                                                               | Amichevole                                                             | -                                                                      | 46’                                                                    |
| 19-6-2014                                                              | San Paolo                                                              | Uruguay                                                                | 2 – 1                                                                  | Inghilterra                                                            | Mondiali 2014 - 1º turno                                               | -                                                                      | 79’                                                                    |
| 24-6-2015                                                              | Santiago del Cile                                                      | Cile                                                                   | 1 – 0                                                                  | Uruguay                                                                | Coppa America 2015 - Quarti di finale                                  | -                                                                      | 40’, 88’                                                               |
| 25-3-2016                                                              | Recife                                                                 | Brasile                                                                | 2 – 2                                                                  | Uruguay                                                                | Qual. Mondiali 2018                                                    | -                                                                      | 80’                                                                    |
| 29-3-2016                                                              | Montevideo                                                             | Uruguay                                                                | 1 – 0                                                                  | Perù                                                                   | Qual. Mondiali 2018                                                    | -                                                                      |                                                                        |
| 27-5-2016                                                              | La Plata                                                               | Uruguay                                                                | 3 – 1                                                                  | Trinidad e Tobago                                                      | Amichevole                                                             | -                                                                      | 70’                                                                    |
| 2-9-2016                                                               | Mendoza                                                                | Argentina                                                              | 1 – 0                                                                  | Uruguay                                                                | Qual. Mondiali 2018                                                    | -                                                                      | 10’ 87’                                                                |
| 29-3-2017                                                              | Lima                                                                   | Perù                                                                   | 2 – 1                                                                  | Uruguay                                                                | Qual. Mondiali 2018                                                    | -                                                                      | 90+2’                                                                  |
| Totale                                                                 |                                                                        | Presenze                                                               | 49                                                                     |                                                                        | Reti                                                                   | 0                                                                      |                                                                        |

## Palmarès

### Club

#### Competizioni nazionali
- Campionato portoghese: 5

Porto: 2006-2007, 2007-2008, 2008-2009, 2010-2011, 2011-2012
- Coppa del Portogallo: 3

Porto: 2008-2009, 2009-2010, 2010-2011
- Supercoppa di Portogallo: 4

Porto: 2006, 2009, 2010, 2013
- Campionato uruguaiano: 2

Nacional: 2014-2015, 2016

#### Competizioni statali
- Campionato paulista: 1

Santos: 2012

#### Competizioni internazionali
- UEFA Europa League: 1

Porto: 2010-2011